# Mortimer Collins

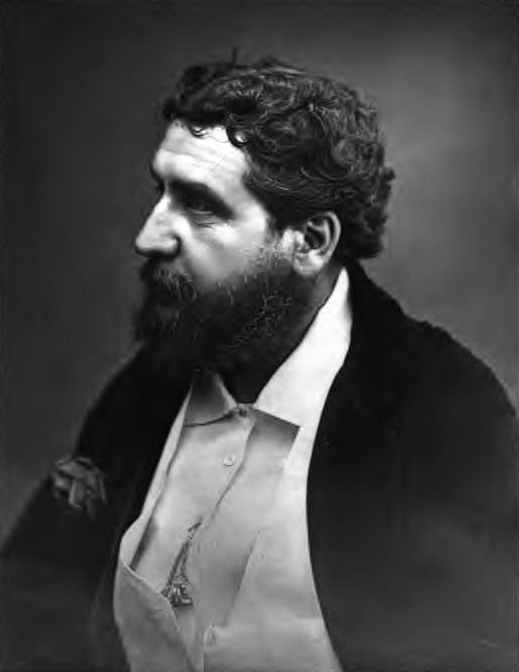
Mortimer Collins

Mortimer Collins, född den 29 juni 1827, död den 28 juli 1876, var en engelsk diktare och romanförfattare. 
De mest betydande av hans verk är: Summer Songs (1860), Idyls and Rhymes (1865), Who is the Heir? (1865), Sweet Anne Page (1868), The Ivory Gate (1869), The Vivian Romance (1870), The Inn of Strange Meetings, and other Poems (1871), Two Plunges for a Pearl (1872), Princess Clarice (1872), Miranda (1873), Squire Silchester’s Whim (1873), Frances (1874) och Sweet and Twenty (1875). Efter Collims död utgav hans änka hans Letters and Friendships, with some Account of his Life (2 band, 1877).